# Donacosa merlini
Donacosa merlini là một loài nhện trong họ Lycosidae.
Loài này thuộc chi Donacosa. Donacosa merlini được Mark Alderweireldt & Rudy Jocqué miêu tả năm 1991.